# Сергелен
Сергелен (монг. Сэргэлэн) — сомон аймаку Дорнод, Монголія. Територія 4,2 тис. км², населення 2,8 тис.. Центр – селище Сергелен розташований на відстані 55 км. від Чойбалсану та 655 км від Улан-Батора.

## Рельєф
Гори: Хунгу (1132 м) та низькі гори (1000-1050 м). У центрі піщані бархан довжиною 100 км. Озера Ях, Улаан, Цагаан, Хурган.

## Клімат
Різкоконтинентальний клімат. Середня температура січня -22°С, липня +21°+22°С. Протягом року в середньому випадає 250 мм опадів.

## Тваринний та рослинний світ
Водяться манули, тарбагани, лисиці, зайці.

## Економіка
Багатий шпатом, вугіллям, хімічною та будівельною сировиною

## Соціальна сфера
Школа, лікарня, музеї, сфера обслуговування.